# ديف برايلسفورد
ديف برايلسفورد (بالإنجليزية: Dave Brailsford)‏ (و. 1964  م) هو مدرب رياضي، وراكب دراجة هوائية بريطاني، ولد في ديربي، شارك في طواف فرنسا.

## التعليم
تعلم في جامعة ليفربول
.

## جوائز
حصل على جوائز منها:
- نيشان الفنون والآداب من رتبة قائد (17 يناير 2013)[4]
- جائزة المنافسة العامة  [لغات أخرى]‏ (1946)